# أكسيد الحديد الثنائي
 أكسيد الحديد الثنائي  (أو أكسيد الحديدوز) مركب كيميائي له الصيغة FeO، ويكون على شكل مسحوق بلوري أسود. لا يوجد أكسيد الحديد الثنائي في الطبيعة، وبسبب عدم ثباتيته لا توجد عبوات تجارية منه.

## الخواص
- يكون على شكل مسحوق أسود ذو انحلالية ضعيفة في الأحماض الممددة، كما يتأكسد بسهولة بواسطة أكسجين الهواء الجوي.
- في الحالة النقية تكون له بنية بلورية مشابهة لبنية كلوريد الصوديوم.

## التحضير
يحضر أكسيد الحديد الثنائي من التفكك الحراري لمركب أكسالات الحديد الثنائي الجافة تماماً عند درجة الحرارة 850°س حسب المعادلة
FeC2O4 → FeO + CO + CO2
يجب إطفاء المركب الناتج مباشرة (تبريد مباشر بالماء) بعد التحضير لأن مركب أكسيد الحديد الثنائي يتحول إلى أكسيد الحديد الثنائي والثلاثي (أكسيد الحديد المغناطيسي) Fe3O4 وذلك ما بين درجتي الحرارة 300 و560°س
4FeO → Fe3O4 + Fe
يحضر أيضا FeO (اكسيد الحديد الثنائي) كما هو مبين في كتاب الشميري في مداخل الكيمياء المعدنية، وذلك بعملية التحليل الكهربائي لمحلول الكتروليتي لحمض الكبريتيك المخفف ((5 لتر ماء نقي + 20 مللتر من حمض الكبريتيك المركز 99%)) ثم يوضع قطبين من الحديد حيث عند عملية التحليل الكهربائي يتكون كبريتات الحديدوز وعندما يصل درجة الحموضة PH =7 يبدأ إنتاج اكسيد الحديد الأسود وعند زيادة التحليل لا تتأثر النواتج من كبريتات الحديدوز واكسد الحديد الأسود بالحرارة الناتجة من التحليل الكهربائي وعند زبادة التحليل الكهربائي يزيد إنتاج اكسيد الحديد الأسود FeO وهي برادة سوداء صلبه لاتذوب في الماء مطلقا والتي تفلتر وتجفف في معزل عن الهواء أو الأكسجين وذلك لكي لا تتحول إلى اكسيد الحديد الأحمر الذي يسمى أكسيد الحديد الثلاثي Fe2O3 حسب المعادلة التالية:
2FeO +1/2O2 → Fe2O3